# General Motors' Dealer Convention at Copenhagen 16th-19th 1927
|  | Denne artikel er oprettet af botten Steenthbot ud fra en ekstern database. Den kan derfor have sproglige fejl eller mangler. Denne skabelon kan fjernes efter kontrol af indholdet. |

General Motors' Dealer Convention at Copenhagen 16th-19th 1927 er en dansk dokumentarisk optagelse fra 1927.
Filmen er optaget i General Motors danske datterselskab General Motors International, der på daværende tidspunkt forsynede flere lande i Nordeuropa med GM biler samlet i Danmark. 

## Handling
General Motors demonstrerer de nye produkter på salgsmesse i København. 500 sælgere fra Polen, Baltikum og de skandinaviske lande deltager. Produkterne ses ikke i optagelserne, som er meget nedbrudte.